# Jhon Jarrín
Jhon Jarrín (* 21. Dezember 1961 in Guamote; † 8. März 2021 in Cuenca) war ein ecuadorianischer Radrennfahrer und nationaler Meister im Radsport.

## Sportliche Laufbahn
Jhon Jarrín war im Bahnradsport und im Straßenradsport aktiv. Er war Teilnehmer der Olympischen Sommerspiele 1980 in Moskau. Im olympischen Straßenrennen schied er aus. Er startete auch in der Einerverfolgung und wurde auf dem 14. Rang klassiert. Der Vierer aus Ecuador kam mit Esteban Espinoza, Jhon Jarrín, Edwin Mena und Juan Palacios in der Mannschaftsverfolgung auf den 13. Platz. Das Team wurde damit Letzter des Wettbewerbs.
Jarrín war mit Mario Pons der dominierende Bahnradsportler seiner Heimat in den 1980er Jahren. Während seiner Karriere gewann er mehrere Titel im Bahnradsport bei den Südamerikanischen Meisterschaften, den Bolivarischen Spielen und den Panamerikanischen Meisterschaften. Mehrfach gewann er nationale Titel im Bahnradsport, so in der Einerverfolgung, im Punktefahren und in der Mannschaftsverfolgung. Er starb 2021 bei einem Unfall, als er mit seinem Rad mit einem Auto kollidierte.